# III. Aj Ti
III. Aj Ti, más néven Csao Hszüan-ti (892. szeptember 27. – 908. március 26.) a Tang-dinasztia utolsó császára Kínában 904-től 907-ig.
Csao Cung császár fiaként született. 904-ben Csu Ven hadvezér megölette édesapját, és Aj Tit állította Kína élére. A gyermekcsászár mindössze 3 évig uralkodhatott, ugyanis 907-ben Csu Ven megfosztotta a tróntól, és maga ült a császár székbe megalapítva a Késői Liang dinasztiát. Ezzel megszűnt a Tang Birodalom, Kína pedig részeire esett szét sok fejedelem alatt, mert Csu Ven nem tudta egész Kínát uralma alatt tartani.
Aj Tit a trónbitorló már a következő évben, 908-ban megmérgeztette. Az utolsó Tang császár csak 15 éves volt.

## Lásd még
- A Tang-dinasztia családfája

| Előző uralkodó: Csao Cung | Kínai császár 904 – 907 | Következő uralkodó: Csu Ven |